# Преображенська церква (Стара Вижівка)
Свя́то-Преображе́нська це́рква — дерев'яна церква у селищі Стара Вижівка Ковельського району Волинської області. Храм збудовано 1869 року, проте його дзвіниця є старішою і датується серединою XVIII століття. Є пам'яткою архітектури національного значення. Парафія належить до Володимир-Волинської єпархії Української православної церкви.

## Історія

### Рання історія та попередники
Церква-попередниця, присвячена Спасу, існувала у Старій Вижві ще в XVI столітті. У храмі зберігалася грамота, надана цій церкві князем Василієм Михайловичем Сангушком 18 жовтня 1521 року. Церква Преображення згадується також в актових книгах 1783 року; вона розташовувалася біля тогочасного мосту через річку Вижівку.

### Будівництво та XIX—XX століття
Сучасну дерев'яну церкву на кам'яному фундаменті збудовано державним коштом у 1869 році. Окремо розташована дзвіниця, зведена в середині XVIII століття, є рідкісним зразком триярусної споруди для Волині.
На дзвіниці було шість старовинних дзвонів, датованих 1740, 1766 (два), 1784 роками, та ще два без дат. Під час Першої світової війни парафіяни намагалися врятувати дзвони, сховавши їх на кладовищі, однак церковний староста Паримончук разом із дяком продали їх австро-угорським військовим за бочку рому.
При церкві діяла парафіяльна школа, де тривалий час вчителював Антон Гаврилюк. Під час Другої світової війни школа згоріла.
На церковному подвір'ї в роки Першої світової війни, коли тут проходила лінія фронту, ховали місцевих жителів, а також тут поховали німецьких військовиків. Могили німців згодом зрівнялися з землею.
У радянський період храм залишався чинним, попри спроби влади його закрити. У 1985 році відремонтували інтер'єр, а в 1988 — оновили зовні. Встановлено новий іконостас.

### Сучасність
Парафія зареєстрована 24 грудня 1991 року як релігійна громада Української православної церкви. На початку 2000-х років настоятелем храму був отець Дмитро. У 2004 році політична агітація в церкві стала однією з причин розколу місцевої православної громади, що привело до заснування в селищі нової громади УПЦ КП та будівництва нового храму.

## Архітектура
Церква дерев'яна, на кам'яному фундаменті, прямокутна в плані. Її розміри становлять: висота — 6 сажнів (12,78 м), довжина — 8 сажнів (17,04 м), ширина — 4 сажні (8,52 м). Вкрита двосхилим дахом з бляхи, який по центру увінчаний главкою. Має три входи — західний, південний і північний, що підкреслені портиками у стилі класицизму. Вікна декоровані трикутними сандриками. Всередині встановлено дерев'яний одноярусний іконостас півкруглої форми.
Дзвіниця розташована на північний захід від церкви. Вона є старішою за храм і датується серединою XVIII століття. Дерев'яна, триярусна (типу «четверик на четверику»), опоясана піддашшям та вкрита пірамідальним дахом. Нижній ярус — рублений, верхні — каркасні. Є рідкісним для Волині типом дзвіниці.

## Галерея

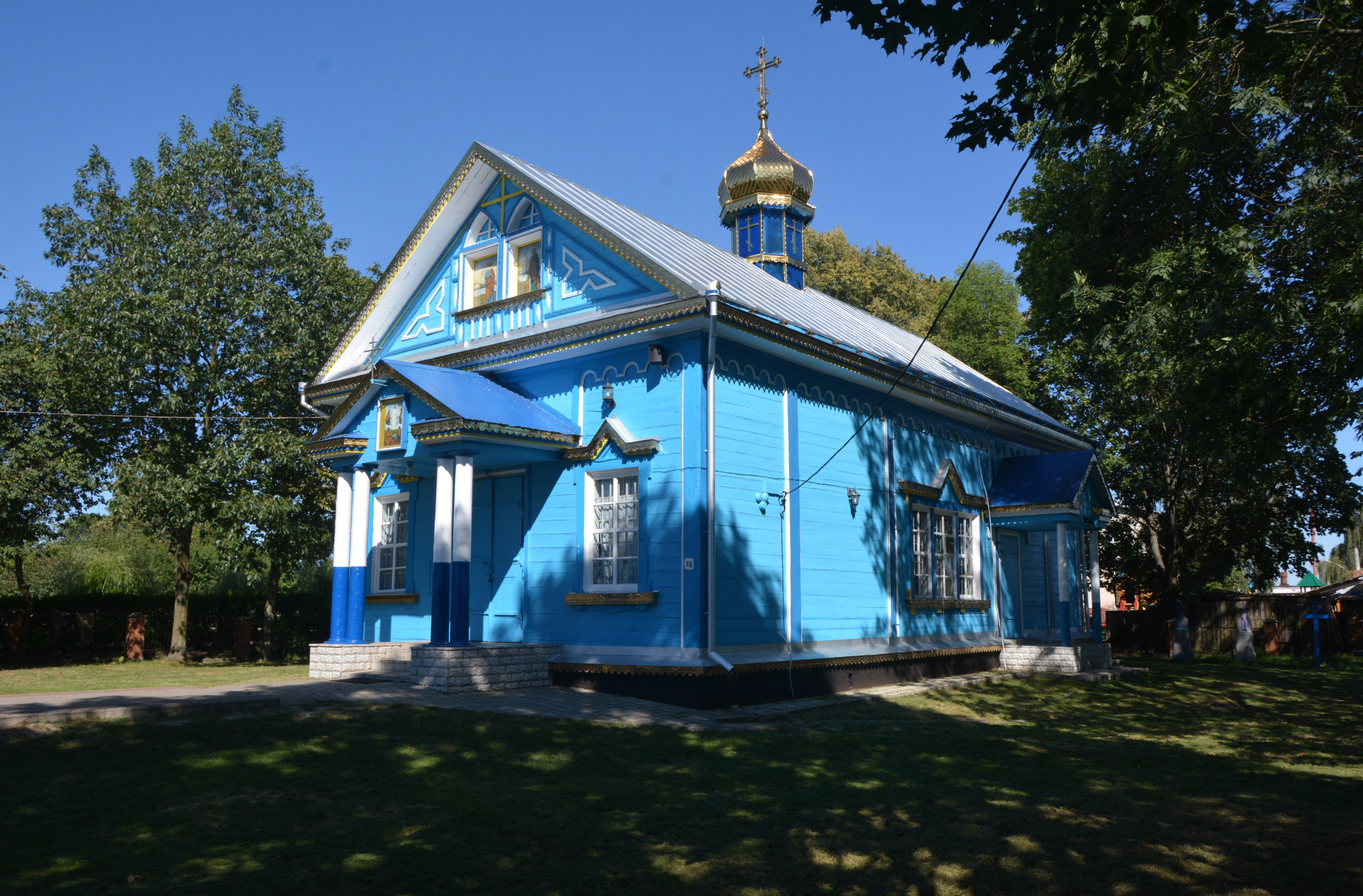
Вигляд церкви збоку
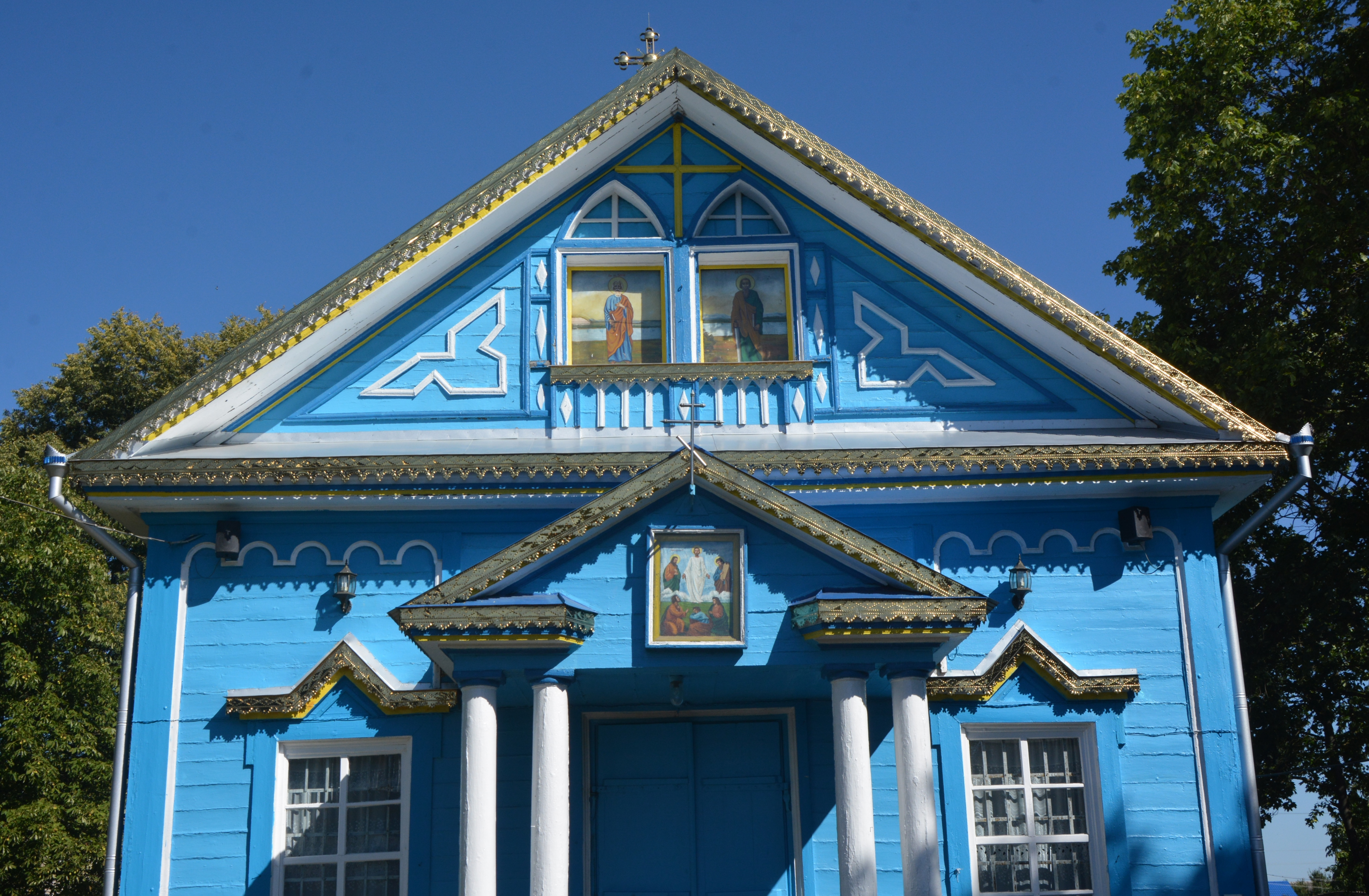
Фрагменти оздоблення
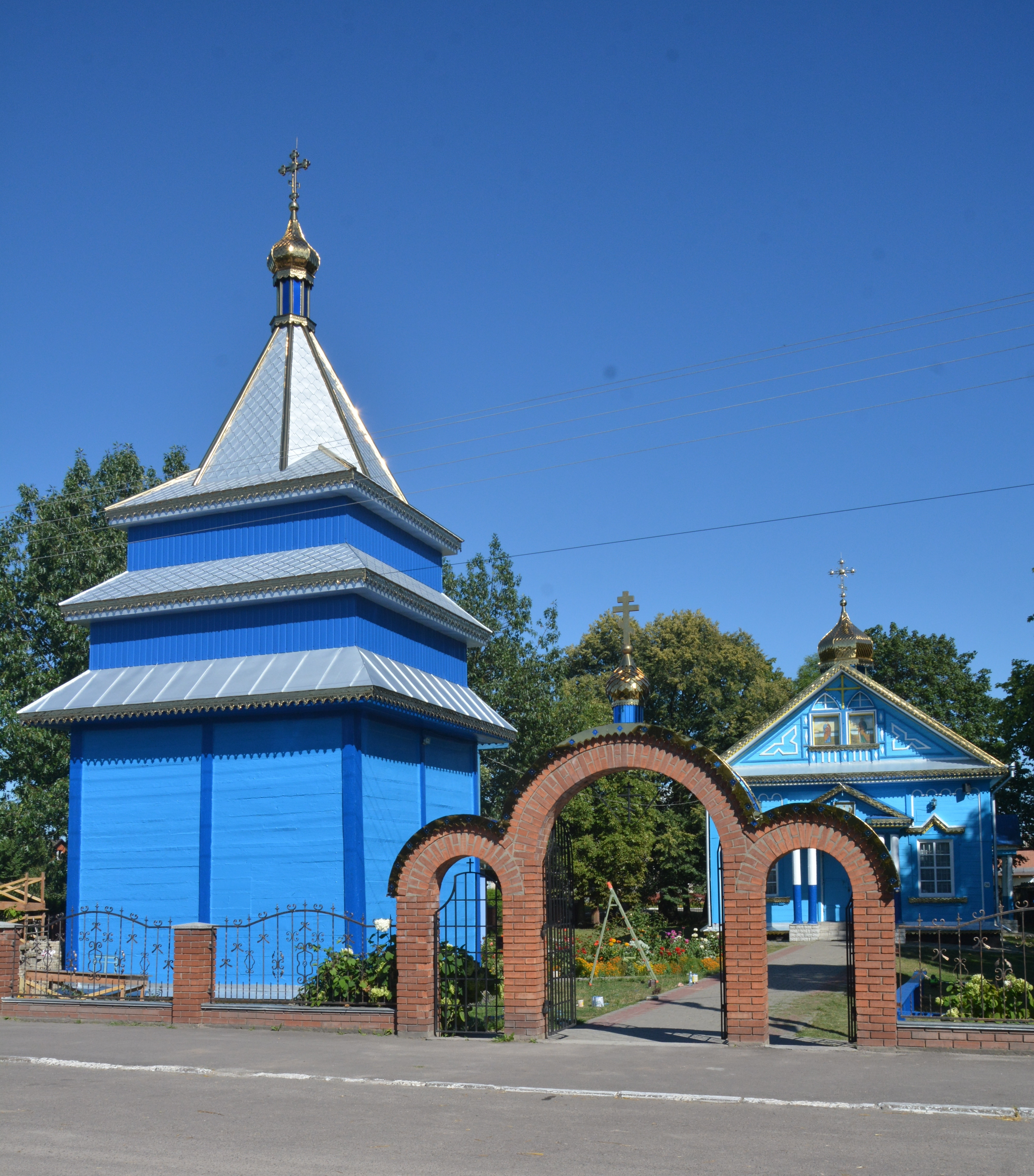
Дзвіниця Преображенської церкви